# Andreas Evensen
Andreas Volden Evensen (født 19. februar 1986 i Bogota i Columbia) er en norsk professionel bokser indenfor vægtklassen fjervægt. Han er opvokset i Haltdalen i Sør-Trøndelag.
Evensen vandt i marts 2010 WBO interkontinental-titelbælte i fjervægt, og han forsvarede bæltet den 11. maj 2010. Den 4. december 2010 gik han en vægtklasse op og boksede WBO titelkampen i super-fjervægt. Han tabte på point til den regerende mester skotten Ricky Burns. Evensen er rangeret som nr. tre i verden på WBOs officielle liste over superfjærvægtboksere.
Evensen har per december 2010 med 13 sejre og to tab, hvoraf fem af sejrene kom på knockout.